# Senado de la República (Italia)
El Senado de la República (en italiano: Senato della Repubblica) es la cámara alta del parlamento de la República Italiana. 
La Constitución italiana establece que el Senado se compone de 200 miembros elegidos para un máximo de 5 años, de los cuales cuatro representan a italianos que residen en el exterior. Los senadores deben ser de 40 años o mayores, y son elegidos por sufragio universal y directo de todos los ciudadanos italianos mayores de edad el día de las elecciones. El parlamentario del Senado se llama «senador» (en italiano: Senatore) y recibe el tratamiento de «Honorable» (en italiano: Onorevole)
El mandato del senador comienza cuando es elegido y termina al final de la legislatura, sin embargo, son parte del Senado, algunos «senadores vitalicios» y «de derecho» en un número variable. Son designados por el Presidente de la República "por sus méritos excepcionales en el campo social, científico, artístico o literario". Estos nombramientos no pueden exceder el número de cinco en total (Ley constitucional 1/2020). Los expresidentes de la República son senadores vitalicios a partir del momento en que dejan el cargo.
La sede del Senado es el Palazzo Madama, en Roma, donde se reúne desde su inicio (1948). Anteriormente, el mismo lugar acogió, a partir de 1871 (poco después de mudarse la capital del Reino de Italia a Roma), el Senado del Reino, que también había tenido su sede en el Palazzo Madama de Turín (1861-1865) y en el Palazzo della Signoria de Florencia (1865 a 1871).

## Sistema de elección

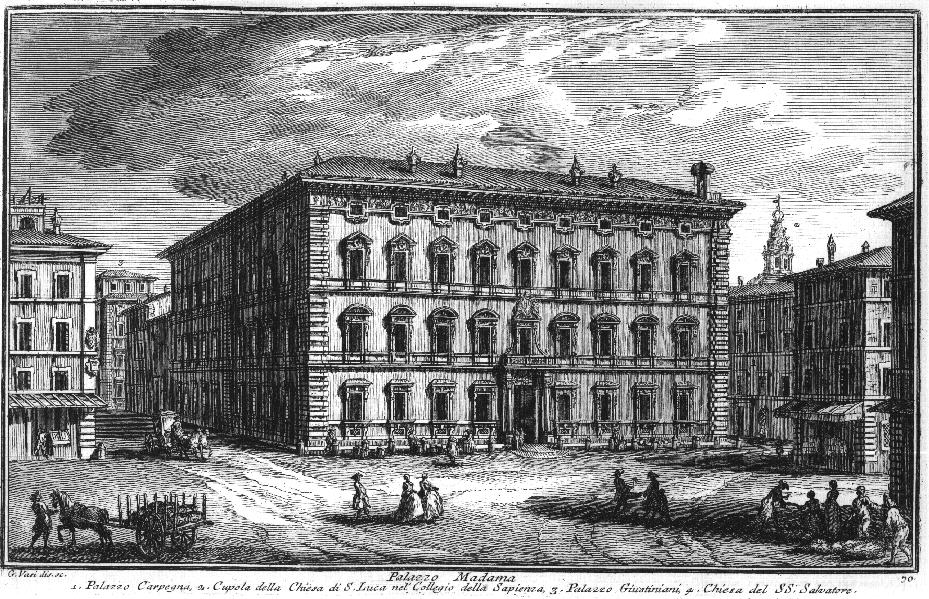
Palazzo Madama en el.

Por el artículo 57 de la Constitución, el Senado es elegido sobre una base regional, por el art. 58 los senadores son elegidos por sufragio universal directo. Los senadores son elegibles siempre que hayan cumplido 40 años.
En su primera redacción, la Constitución prevé un número variable de senadores sobre la base de la población de cada región, el número de senadores electos se fijó en 315. Además, la legislatura se fijó, a diferencia de la Cámara de Diputados, en seis años.
Los asientos se dividen entre las regiones sobre la base de la población correspondiente, siempre previendo que al Valle de Aosta le corresponde un senador, al Molise le corresponden dos, y cada una de las demás regiones se mantuvo un número no inferior a siete. Para la circunscripción del extranjero (en la que los miembros son ciudadanos residentes en el extranjero) le corresponden seis asientos.
La primera ley electoral después de la guerra, como por la Cámara de Diputados, prevé una distribución de escaños dentro de cada región en el sentido de la representación proporcional.
Desde 1994 se introdujo un nuevo sistema electoral para la proclamación de los senadores, que entró en vigor con la nueva ley electoral, llamado período de la Segunda República, que implicaba la abolición sustancial de la representación proporcional "pura" en vigor hasta entonces. 232 senadores fueron elegidos por un sistema mayoritario: en cada uno de los 232 colegios en los que se dividió el territorio italiano, es elegida la persona con el mayor número de votos. Este sistema es la base del bipartidismo: por lo general, de hecho, las coaliciones presentan un candidato del centro izquierda y uno del centro derecha, además de otros posibles candidatos de los partidos más pequeños. Los restantes 83 senadores eran elegidos por un sistema de representación proporcional, y este tipo de escaños ya han sido asignados de manera fija a 20 regiones italianas, fueron distribuidos entre las listas de los perdedores en los distritos uninominales de la región en proporción a la suma de los votos de estos últimos (los votos recogidos por los ganadores no cuentan).
En 2005 se introdujo una nueva ley electoral, que establece un reparto proporcional de escaños en las regiones, más una prima para una lista de mayoría relativa. Las listas pueden coaligarse para lograr la prima por la mayoría: la coalición que es una mayoría relativa en cada región se le asigna un número de senadores de al menos el 55%, excepto que obtengan una mayor proporción.
Para la asignación de escaños se establece una barrera de 20% de los votos para la coalición y para los partidos del 8% no coaligados (o como parte de las coaliciones que no llegan a 20%). Dentro de la coalición los votos se distribuirán entre las listas que hayan alcanzado al menos el 3% de los votos. Estas barreras son sólo teóricas, ya que el pequeño número de escaños de cada circunscripción, de hecho, aumenta el umbral para el acceso a la representación mucho más en la parte superior.

## Senadores vitalicios
- Se convierten en «senadores de derecho y vida», según el primer párrafo del art. 59 de la Constitución, todos los presidentes de la República Italiana, una vez hayan concluido su mandato.
- El Presidente de la República, según el segundo párrafo del artículo, puede nombrar a un «senador vitalicio» por ser una personalidad que haya hecho lustre a la nación por sus logros sobresalientes en la vida social, científica, artística y literaria. Estos nombramientos no pueden exceder el número de cinco en total (Ley constitucional 1/2020).

## Los órganos parlamentarios

### El Presidente del Senado de la República
La senadora Maria Elisabetta Alberti Casellati, fue elegida Presidenta del Senado el 24 de marzo de 2018, durante el primer período de sesiones de la XVIII Legislatura.

### El Consejo de Presidencia
El Consejo de Presidencia es la cabeza administrativa del Senado. Se compone del Presidente, quien lo preside, y:
- Vicepresidente[1]
- Cuestores
- Secretarios

### El Colegio de Cuestores
Los tres senadores cuestores se encargan conjuntamente de supervisar la correcta administración, la ceremonia, el mantenimiento del orden y la seguridad de los escaños del Senado, de acuerdo con las disposiciones del Presidente. 

### La conferencia de los grupos
La Conferencia está presidida por el presidente del Senado y compuesta por los presidentes de los grupos parlamentarios. El Gobierno está siempre informado de las reuniones de la Conferencia para que pueda tener un representante.

### Comisiones y Juntas parlamentarias
Son los órganos colegiados que tratan sobre los diversos temas de forma específica.
Las Comisiones Permanentes previstas son las siguientes:
Asuntos constitucionales, Justicia, Asuntos Exteriores y Emigración, Defensa, Presupuesto, Hacienda y Tesoro, Educación y Patrimonio, Obras Públicas y Comunicaciones, Agricultura y Producción de alimentos; Industria, Comercio y Turismo, Trabajo y Seguridad Social, Higiene y Salud, Medio ambiente y bienes ambientales y Unión Europea.
y las juntas siguientes:
- Junta de Reglamento.
- Junta de elecciones e inmunidad parlamentaria.
- Comisión para la biblioteca y archivo histórico.

### Las comisiones bicamerales
Las comisiones bicamerales son los órganos que se componen de senadores y diputados.

### Elección del Presidente del Senado
Con la apertura de una nueva legislatura, el presidente provisional del Senado es el senador de más edad. Durante la elección del nuevo presidente, los seis senadores más jóvenes actúan como secretarios.
La elección del Presidente del Senado y hasta cuatro papeletas de voto por voto secreto que se lleva a cabo en dos días diferentes.
En las primeras dos votaciones, para ser elegido, es necesario alcanzar el quorum de la mayoría absoluta de los miembros del Senado (315 senadores, más los vitalicios). En la siguiente votación, que tendrá lugar el día después de las dos primeras votaciones, es necesario alcanzar una mayoría de votos de los presentes, contando también con los votos en blanco. En caso de que aún no se haya logrado elegir a un presidente, se procede a la votación de la cuarta y última oportunidad, que es una segunda vuelta entre los dos candidatos que hayan recibido previamente el mayor número de votos. Es elegido el que recibe la mayoría de votos, pero en caso de empate, entre los dos es el elegido el más antiguo.

### Hacia un Senado Federal
Tras el rechazo en referéndum de la reforma constitucional de la Casa de las Libertades, que preveía la creación de un nuevo Senado con la palabra «federal», pero que, en su estructura, composición y elección, no difirió significativamente de la que hoy es el Senado, «L'Unione» preparó una revisión del sistema bicameral para sustituir la actual cámara alta italiana por un Senado federal, compuesto por miembros designados directamente por las regiones, en semejanza al Bundesrat de Alemania.
El 21 de junio de 2007, la Comisión de Asuntos Constitucionales de la Cámara, presidida por Luciano Violante, aprobó por unanimidad una reforma constitucional  que se basa en una parte del Senado Federal, elegidos por sufragio universal, en parte por los consejos regionales y en parte por los consejos de los gobiernos locales, y el 17 de octubre de 2007, la Comisión desestimó, sin ningún voto en contra, una propuesta similar a la del Bundesrat de Austria (con una única elección indirecta).